# Иссыкский каскад
Иссыкский каскад гидроэлектростанций (ГЭС) — каскад, расположенный в Енбекшиказахском районе Алматинской области, на реке Иссык. Предназначен для передачи электроэнергии в энергосети юга Казахстана.
Собственник каскада — ТОО «ЭнергоАлем».

## Состав
Каскад включает четыре ГЭС:
Иссыкская ГЭС-1 — крупнейшая станция, введена в эксплуатацию в 2019 году.
Иссыкская ГЭС-2 — пущена 3 ноября 2008 года, расположена на 0,7 км ниже селезащитной плотины Иссыкского озера на территории Иле-Алатауского государственного национального природного парка.
Иссыкская ГЭС-4 — пущена 20 марта 2014 года, станция деривационного типа, напор 26 м, располагается на сбросном водоводе Иссыкской ГЭС-3.

## Технические характеристики
Иссыкская ГЭС-1. Мощность — 5 МВт, среднегодовая выработка — 24,5 млн кВт⋅ч.
Иссыкская ГЭС-2. Мощность — 4,9 МВт, среднегодовая выработка — 23 млн кВт⋅ч.

## Экологическое воздействие
В 2020 году в СМИ обсуждался вопрос, не влияет ли работа ГЭС на экосистему озера Иссык. Экологи отмечали, что уровень воды в озере снижается из-за работы гидроэлектростанций. Однако власти начали активные работы в этом направлении, и озеро постепенно прекращает мелеть.